# 山邊時雄
山邊 時雄（やまべ ときお、1936年9月 - ）は、日本の化学者。京都大学名誉教授。長崎総合科学大学元学長、特命教授。工学博士。
リチウムイオン二次電池やリチウムイオンキャパシタの負極材料を理論設計し、その実現に貢献した。恩師は、フロンティア軌道理論により1981年ノーベル化学賞を受賞した福井謙一。京都大学工学部石油化学科在職時の学生に、2019年ノーベル化学賞を受賞した吉野彰がいる。

## 略歴
京都府出身。日本三景の一つ「天橋立」の麓で生まれる。
- 1959年 京都大学工学部燃料化学科卒業
- 1968年 京都大学工学部石油化学科講師
- 1978年 同助教授
- 1981年 同教授
- 2000年
  - 京大を定年退官、名誉教授
  - 財団法人基礎化学研究所 研究担当理事
- 2001年 長崎総合科学大学学長
- 2005年 長崎総合科学大学大学院新技術創成研究所所長[6]
- 2013年 長崎総合科学大学大学院新技術創成研究所特命教授

## 受賞歴・主な業績
- 1997年 第49回（平成8年度） 日本化学会賞「π共役系の電子物性に関する研究」

それまでの経験化学から、理論化学に基づいた新材料開発への転換に広く貢献した。
合成金属の分子設計、電子材料開発における量子化学的手法の有用性の確立と、特にその手法を応用してポリアセン系材料（PAS、難黒鉛化炭素材料）を負極に用いたリチウムイオン二次電池の開発に関する基礎的研究を世界に先駆けて行った業績、新炭素クラスターの電子物性に関する理論的実験的研究に対して、日本化学会賞を受賞した。
リチウムイオン二次電池は、軽量で高容量、繰り返し充電でき、それまでの電池は使い捨てという固定観念を変えたが、負極に用いられた炭素（ポリアセン系材料）の素材が軽くて金属（リチウムイオン）を吸蔵できるようになったからであり、矢田静邦（鐘紡（株）〜カネボウ〜KRI）と 共に、その作製方法や安定的に動作させる技術を確立し高く評価されている。
- 2019(令和元)年度 長崎県科学技術大賞 「新規なナノ炭素質半導体のリチウムイオン電池・キャパシタへの応用」[12]

## 主要著書
- 『合成金属（編）』（1980年、科学同人、白川英樹と共著）
- 『ノーベル賞科学者福井謙一：化学と私(編)』（1982年、科学同人）